# Julio José Iglesias
Julio José Iglesias Preysler (Madrid, 25 februari 1973) is een Spaanse zanger en model.

## Biografie
Julio Iglesias jr. is de oudste zoon van de bekende Spaanse zanger Julio Iglesias en Isabel Preysler. Iglesias heeft een oudere zus genaamd Chabeli en een jongere broer Enrique die ook bekend is als zanger. Iglesias' moeder heeft nog twee dochters uit een andere relatie en zijn vader heeft ook nog vijf kinderen uit een relatie met de Nederlandse Miranda Rijnsburger.
Julio Iglesias begon eerst met de hulp van zijn vriend en manager Darius Jordi Lassus in de showbusiness als model. Het was zijn manager die een overeenkomst had bereikt met Joey Hunter (destijds de voorzitter van de mannelijke modeafdeling van Ford Modeling Agency in New York).
Iglesias tekende een platencontract bij het label Epic Records en verhuisde terug naar Miami waar hij begon met het opnemen van zijn eerste album Under My Eyes met Rodolfo Castillo, uitgebracht in 1999. De opnames van zijn album bracht hen naar New York en Los Angeles. Twee uitgebrachte singles van zijn Engelstalige album waren: One More Chance en Under My Eyes.
Iglesias' tweede album, Tercera Dimension, werd uitgebracht in 2003 onder het Warner Music Latina Label en bevatte Spaanse pop/rock nummers. Van het album werden de nummers Los Demas en Dejame Volar als single uitgebracht.
In 2008 was Iglesias de winnaar van de CTM-reallifesoap Gone Country. Ook deed hij mee aan de Spaanse versie van Dancing With The Stars.

### Privéleven
In mei 2011 verloofde de zanger zich met het Belgische topmodel Charisse Verhaert met wie hij toen acht jaar een relatie had. Ze trouwden op 3 november 2012 in Spanje.

## Discografie

### Albums
| Album met eventuele hitnotering(en) in de Nederlandse Album Top 100 | Datum van verschijnen | Datum van binnenkomst | Hoogste positie | Aantal weken | Opmerkingen |
| ------------------------------------------------------------------- | --------------------- | --------------------- | --------------- | ------------ | ----------- |
| Under My Eyes                                                       | 1999                  | 1999                  | -               | -            |             |
| Tercera Dimension                                                   | 2003                  | 2003                  | -               | -            |             |
| Por la Mitad                                                        | 2008                  | 2008                  | -               | -            |             |

### Singles
| Single met eventuele hitnotering(en) in de Nederlandse Top 40 | Datum van verschijnen | Datum van binnenkomst | Hoogste positie | Aantal weken | Opmerkingen |
| ------------------------------------------------------------- | --------------------- | --------------------- | --------------- | ------------ | ----------- |
| One More Chance                                               | 1999                  | 1999                  | -               | -            |             |
| Under My Eyes                                                 | 2003                  | 2003                  | -               | -            |             |
| The Way I Want You                                            | 2008                  | 2008                  | -               | -            |             |